# Graça (Ceará)
Graça is een gemeente in de Braziliaanse deelstaat Ceará. De gemeente telt 15.949 inwoners (schatting 2009).
De gemeente grenst aan Ibiapina, Mucambo, Pacujá, Reriutaba, Guaraciaba do Norte en São Benedito.